# Соколов, Глеб Станиславович
Глеб Станиславович Соколов (род. 9 августа 1965, Москва) — российский писатель, член Союза писателей Москвы (1996).

## Биография
Учился на факультете прозы Литературного института имени Горького. Работал литературным секретарём, корреспондентом, сотрудником транснациональной корпорации. С 1996 года — член Союза писателей Москвы, член Литературного фонда России.

### Семья
Отец — Станислав Александрович Соколов, профессор Московского технического университета связи и информатики.
Мать — Майя Георгиевна Архангельская, преподаватель Российского государственного университета нефти и газа им. И. М. Губкина.
Дети — Евгений (род. 1988), стажер Блока по развитию корпоративного бизнеса дирекции по маркетингу ОАО «Вымпелком»; Елизавета (род. 2004).

## Творчество
Первая публикация — роман «Шанс дождливого безумья» (М.: Российский писатель, 1992).
Рукопись неопубликованного романа Глеба Соколова «Вихрь преисподней» вошла в лонг-лист Национальной литературной премии «Большая книга».

### Избранные сочинения
- Шанс дождливого безумья. — М.: Российский писатель, 1992.
- Дело Томмазо Кампанелла. — М.: Аграф, 2003.
- Вуду. Тьма за зеркалом. — М.: Корпорация Сомбра, 2006.
- Адам & Адам. — М.: Форум, 2007.
- Жара. — М.: РИПОЛ-классик, 2011.

## Критика, отзывы
- Ситникова Н. Ф. Соколов Г. С. Жара. Роман-катастрофа. — М.: РИПОЛ классик, 2011. — 336с. Тольяттинская библиотечная корпорация (22 августа 2012). Дата обращения: 17 февраля 2013. Архивировано 22 марта 2013 года.
- Данилкин Л. Адам & Адам : [рецензия]. Афиша (26 марта 2007). Дата обращения: 17 февраля 2013. Архивировано 17 марта 2013 года.
- Болеем за наших! : [Глеб Соколов. «Адам & Адам»]. Мир фантастики. Дата обращения: 17 февраля 2013.